# Superman (альбом Барбры Стрейзанд)
Superman  (или Streisand Superman) — студийный альбом американской певицы Барбры Стрейзанд, выпущенный в 1977 году на лейбле Columbia Records и спродюсированный Гэри Кляйном для компании The Entertainment Company. Альбом был сертифицирован как дважды платиновый Американской ассоциацией звукозаписывающих компаний в 1994 году.

## Об альбоме
Первая половина 1977 года обернулась для Барбры огромным успехом — сингл № 1, альбом № 1, один из самых кассовых фильмов года. Лето этого года стало идеальным моментом для выпуска нового альбома Стрейзанд — Streisand Superman. Во время сессий для этого альбома, Барбра записала несколько новых версий песен с саундтрека A Star Is Born — «With One More Look at You», «Everything», «Lost Inside of You» и «Woman in the Moon». Эти песни, однако, не были использованы на альбоме. Записанная тогда «Lost Inside of You» вышла на альбоме 1981 года, Memories, а песня «With One More Look at You» в 2012 году на Release Me.
С выходом альбома Superman Барбра начала работать с компанией The Entertainment Company. Стоявшие во главе компании музыкальные продюсеры Гэри Кляйн и Чарльз Коппельман занимались, в основном, раскруткой песен и альбомов, а также продюсированием дуэтов известных музыкантов.
Две песни с альбома Superman были записаны специально для фильма «Звезда родилась» — «Answer Me» авторства Стрейзанд, Пола Уильямса и Кеннета Ашера и «Lullaby for Myself» Руперта Холмса.
Запись альбома началась в апреле 1977 года. Спустя месяц вышел заглавный сингл в поддержку пластинки, «My Heart Belongs to Me». На эту песню было снято первое в карьере Барбры музыкальное видео. В клипе Стрейзанд поёт песню под фонограмму, а также комично изображает дирижёрство оркестром, покашливание от дыма, смешные физиономии.
Песня «Love Comes from Unexpected Places» была написана Ким Карнс и её мужем Дэйвом Эллингсоном. Режиссёр Ричард Брукс позже рассказывал о том, что Барбра хотела, чтобы песня прозвучала в начальных титрах его фильма «В поисках мистера Гудбара» с Дайан Китон в главной роли. Он отказал ей в этой услуге, так как считал её голос слишком сильным для фильма. Однако, Брукс вскоре передумал, и предложил Стрейзанд использовать песню в финальных титрах вместо открывающей сцены. Но, на этот раз, она сама отклонена его просьбу.
Билли Джоэл написал «New York State of Mind». Его версия вышла на альбоме 1976 года Turnstiles. Он рассказывал: «Это одна из величайших певиц всего времени, и она записывает мою песню? Мою? Мне очень понравилась её запись, в том числе, потому что это повысило мою значимость в глазах моей матери».
Скотт Мэтью и Рон Нэгл работали над песнями «Don’t Believe What You Read» и «Cabin Fever». «Don’t Believe What You Read» была написана после того, как в журнале Los Angeles Magazine была опубликована статья о Стрейзанд под заголовком «Голубь родился» (A Pigeon Is Born). В статье было написано, что Барбра и Джон Питерс построили дома птичий вольер, и птицы разносят грязь в округе. Статья вскоре была издана и другими изданиями. Во время работы над альбомом, несколько авторов и знакомых певицы признавались, что боялись ехать к ней домой из-за птиц. Вся эта ситуация привела к тому, что Стрейзанд связалась с Нэглом и Мэтью для записи ответной песни на эту статью.
«I Found You Love» была написана Аланом Гордоном и была также записана Шер и Греггом Оллманом для их совместного альбома Two the Hard Way.
Автором песни «Try to Win a Friend» был Ларри Гатлин, песня впервые вышла в 2012 году на альбоме Release Me. Неизданная «I Love Making Love to You» Ричарда Джерминаро, Эви Сэндс и Бенджамина Вейсмена была записана Карен Карпентер и выпущена на её дебютном альбоме. В альбом также не вошла «Music Man» Пола Анки.
Фотографии Стрейзанд в костюме Супермена снял Стив Шапиро. Фотосессия была вдохновлена одной небольшой сценой из фильма «Звезда родилась», в которой Барбра предстала в похожем костюме.

## Коммерческий успех
Альбом дебютировал в чарте Billboard LPs & Tape с 25-го места 2 июля 1977 года, спустя всего месяц достигнув своего пика на третьем месте. Альбом обладал большим успехом, оставаясь в топ-200 в течение 25 недель, 22 июня 1977 года став золотым, 9 августа — платиновым, а 14 ноября 1994 года — дважды платиновым. Альбом также попал в топ-40 чарта Великобритании, на 32-е место.
В мае 1977 года был выпущен первый и единственный сингл в поддержку альбома — «My Heart Belongs to Me». Песню первоначально рассматривали как кандидат для саундтрека A Star Is Born. Сингл дебютировал в чарте Billboard Hot 100 на 52-м месте, достигнув в итоге четвёртого места и оставаясь в чарте 17 недель. Другая песня с этого альбома, «Superman», была выпущена в качестве второго сингла в поддержку сборника хитов Barbra Streisand’s Greatest Hits Vol. 2 во второй половине марта 1979 года.

## Список композиций
| №  | Название                      | Автор(ы)                                | Длительность |
| -- | ----------------------------- | --------------------------------------- | ------------ |
| 1. | «Superman»                    | Ричи Снайдер                            | 2:47         |
| 2. | «Don’t Believe What You Read» | Барбра Стрейзанд, Рон Нэгл, Скотт Мэтью | 3:36         |
| 3. | «Baby Me Baby»                | Роджер Миллер                           | 4:25         |
| 4. | «I Found You Love»            | Алан Гордон                             | 3:49         |
| 5. | «Answer Me»                   | Стрейзанд, Пол Уильямс, Кеннет Ашер     | 3:16         |

| №  | Название                            | Автор(ы)                  | Длительность |
| -- | ----------------------------------- | ------------------------- | ------------ |
| 1. | «My Heart Belongs to Me»            | Алан Гордон               | 3:20         |
| 2. | «Cabin Fever»                       | Рон Нэгл                  | 3:13         |
| 3. | «Love Comes from Unexpected Places» | Ким Карнс, Дейв Эллингсон | 4:10         |
| 4. | «New York State of Mind»            | Билли Джоэл               | 4:43         |
| 5. | «Lullaby for Myself»                | Руперт Холмс              | 3:15         |

## Сертификации
}
}
}
| Регион                                                      | Сертификация  | Продажи    |
| ----------------------------------------------------------- | ------------- | ---------- |
| Австралия (ARIA)                                            | Золотой       | 35 000^    |
| Канада (Music Canada)                                       | Платиновый    | 100 000^   |
| США (RIAA)                                                  | 2× Платиновый | 2 000 000^ |
| ^ Данные о тиражах приведены только на основе сертификации. |               |            |